# Scaptomyza okadai
Scaptomyza okadai är en tvåvingeart som beskrevs av Walter Leopold Victor Hackman 1959. Scaptomyza okadai ingår i släktet Scaptomyza och familjen daggflugor. Inga underarter finns listade i Catalogue of Life.